# Торіха
Торіха (ісп. Torija) — муніципалітет в Іспанії, у складі автономної спільноти Кастилія-Ла-Манча, у провінції Гвадалахара. Населення — 1424 особи (2010).
Муніципалітет розташований на відстані близько 65 км на північний схід від Мадрида, 16 км на північний схід від Гвадалахари.
На території муніципалітету розташовані такі населені пункти: (дані про населення за 2010 рік)
- Ребольйоса-де-Іта: 51 особа
- Торіха: 1373 особи

## Демографія
Динаміка населення (INE ):

## Галерея зображень

Розташування муніципалітету у провінції Гвадалахара
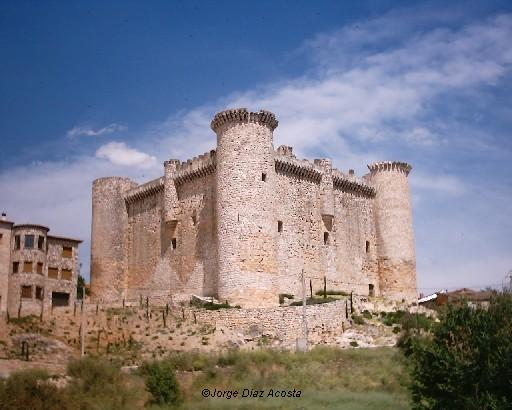
Замок Торіхи